# DESTINY (ノーナ・リーヴスのアルバム)
『DESTINY』（ディスティニー）はNONA REEVESのメジャー3作目となるスタジオ・アルバムである。

## 概要
2000年10月12日にWEA Japanより発売された。また、2013年4月24日には、『20世紀のノーナ・リーヴス』と題したリイシュー企画の第1弾として、最新リマスタリングを施され、ボーナストラックを追加したSHM-CD＆紙ジャケット仕様で再リリースされている。

## 収録曲
全編曲：NONA REEVES(特記以外)
1. LOVE TOGETHER
作詞・作曲：西寺郷太
編曲：筒美京平＆NONA REEVES
  - 6枚目のシングル。筒美京平をプロデュースに迎えている。
  - タマノイ酢「はちみつ黒酢ダイエット」CMソング。
2. 二十歳の夏 (Pts. 1&2)
作詞・作曲：西寺郷太
3. DESTINY
作詞・作曲：西寺郷太
4. AMAZON
作詞・作曲：西寺郷太
5. シリアス・ラヴ
作詞：西寺郷太、作曲：西寺郷太・奥田健介
6. DJ! DJ! 〜とどかぬ想い〜 feat. YOU THE ROCK★
作詞：西寺郷太・竹前裕、作曲：西寺郷太・奥田健介・小松茂
編曲：筒美京平＆NONA REEVES
  - 7枚目のシングル。筒美京平をプロデュースに迎えている。
7. 地球儀と野鼠 (Pts. 1&2)
作詞：西寺郷太、作曲：小松茂
8. AUGUST
作詞・作曲：西寺郷太
9. パーティは何処に？
作詞・作曲：西寺郷太
10. HEAVEN
作詞・作曲：西寺郷太

### ボーナストラック
※リマスター盤のみ追加収録。

11. IF YOU WERE THERE
作詞・作曲：The Isleys
- 6枚目のシングル「LOVE TOGETHER」の2曲目。アイズレー・ブラザーズのカバー。

12. JUST MY IMAGINATION (Running Away With Me)
作詞・作曲：Norman Whitfield & Barret Strong
- 8枚目のシングル「LOVE TOGETHER ～パラッパラッパーMIX～」の2曲目。テンプテーションズのカバー。

13. CESSNA -Okken's Brazilian Airport-
作詞・作曲：西寺郷太
- リミックス・アルバム「CHERISH! NONA REEVES THE REMIXES」の8曲目。

14. I LOVE YOUR SOUL
作詞・作曲：西寺郷太
- 9枚目のシングル。

15. CRAZY
作詞・作曲：西寺郷太
- 9枚目のシングル「I LOVE YOUR SOUL」のカップリング曲。

16. (HAPPINESS IS ON THE) TURNTABLES ONLY
作詞・作曲：西寺郷太
- ベスト・アルバム「GREATEST HITS / BOOK ONE」に収録されている新曲。

17. BOSSA NONA (Gota's Demo)
作詞・作曲：西寺郷太
- ベスト・アルバム「GREATEST HITS / BOOK ONE」に収録されている新曲。